# Mali na Mistrzostwach Świata w Lekkoatletyce 2013
Mali na Mistrzostwach Świata w Lekkoatletyce 2013 – reprezentacja Mali podczas czempionatu w Moskwie liczyła 1 zawodnika.

## Występy reprezentantów Mali
| Konkurencja            | Zawodnik      | Runda 1      | Runda 1 | Półfinał | Półfinał | Finał    | Finał   |
| Konkurencja            | Zawodnik      | Rezultat     | Pozycja | Rezultat | Pozycja  | Rezultat | Pozycja |
| ---------------------- | ------------- | ------------ | ------- | -------- | -------- | -------- | ------- |
| Bieg na 800 m mężczyzn | Moussa Camara | 1:49,78 (SB) | 39.     | NQ       | NQ       | NQ       | NQ      |